# Садова вулиця (Конотоп)
Вулиця Садова — одна з найдовших вулиць міста Конотоп Сумської області.

## Розташування
З'єднує сучасну центральну частину та привокзальний район міста. Починається від перетину вулиць Євгена Коновальця та Братів Лузанів і закінчується на перетині з вулицею Прорізна.

## Назва
Назва вулиці пов'язана з розміщенням. Вулиця Садова проходила територією саду або поряд зі садом.

## Історія
Перша згадка — 28 червня 1929 року.
Перша відома назва — вулиця Леніна. Названа на честь Володимира Ілліча Леніна — радянського революціонера, політика, лідера російських більшовиків.
З середини XX століття — Садова вулиця.

## Пам'ятки архітектури
За адресою вулиця Садова, 98 розташовані пам'ятки архітектури Головний корпус лікарні залізничників (початок ХХ століття) та Пологовий будинок і дитяче відділення лікарні залізничників (ХХ століття).
Житловий будинок лікарів Залізничної лікарні (1906 рік), що знаходиться за адресою вулиця Садова, 131 є пам'яткою архітектури.